# 岡山寺
岡山寺是位於岡山縣岡山市北區的天台宗佛教寺院。山號是金光山，以阿彌陀如來、千手觀音，及釋迦如來為本尊。中世紀以前是在岡山城郭（現在的岡山市民會館附近）。

## 历史
依據詳細記載了岡山寺概要的寺傳「備陽記」，岡山寺是在天平勝寶元年（749年），奉報恩大師命令開立四十八寺時，第二個創立的寺院。雖然此後荒廢了，但在天曆年間由信源上人所中興。並且，如依據另一寺傳「岡山寺觀音由來記」，當時在から川（現在的辛川）受壓迫而勞動的野武士，從地底挖掘出千手觀音，建立了觀音堂而開創了寺院。
大約在天文年間左右，受到了金光備前‧金光宗高特別的庇護，宗高更從比叡山招來高僧。天正元年（1573年）時，宇喜多直家入主石山城，修築城郭時，將寺院的主體移至城西。接著在天正18年（1590年），由宇喜多秀家移往山崎町，而在慶長6年（1601年）則由小早川秀秋移至磨屋町。慶安5年（1652年），岡山寺與光珍寺分為2寺直至今日。光珍寺現位於岡山寺正西，僅有狹小道路之隔的對側。
昭和20年（1945年）6月29日岡山空襲時，本堂、如來堂、三王堂、客殿，及廚房全數燒毀，僅剩下本尊以外的一點東西。現在的寺院則為戰後之物。

## 伽藍
- 本殿-安放十一面千手觀世音菩薩為本尊。
- 觀音堂
- 常行堂-安放普賢菩薩。

## 外部連結
- 冈山寺的战前配置图 （页面存档备份，存于）